# Mihail Kernbach
Mihail Kernbach (n. 3 mai 1895, Vidra, România – d. 13 octombrie 1976, Iași, România) a fost un medic român, profesor universitar de Medicină legală la Facultățile de Medicină din Cluj și Iași.

## Biografie
Mihail Kernbach s-a născut în comuna Vidra, județul Vrancea într-o familie de medici. A urmat studiile liceale la Iași și București obținând bacalaureatul în 1914. Studiile medicale le-a început la Facultatea de Medicină din Iași și le-a finalizat la Cluj, obținând titlul de „Doctor în medicină” în anul 1921. S-a specializat în medicină legală la Berlin, Graz, Lyon și Zürich fiind bursier al Fundației Rockefeller.
Cariera universitară a început-o ca preparator la Catedra de Anatomie Patologică (1919-1921). În 1923 a fost numit șef de lucrări la Catedra de Medicină Legală a Facultății de Medicină din Cluj, în 1927 devenind conferențiar iar între anii 1932-1951 fiind profesor. După terminarea războiului a îndeplinit funcții de conducere fiind decan între anii 1945-1948 și, după reforma învățământului medical din 1948, primul rector al Institutului de Medicină și Farmacie din Cluj, demisionând însă în 1950. În paralel cu cariera universitară, Mihail Kernbach a fost medic legist al județului Cluj din 1930 și director al Institutului Medico-Legal Cluj între anii 1946-1952. În 1951 a fost exclus din Partidul Comunist și în 1952 a fost transferat la Facultatea de Medicină din Iași unde a funcționat până în 1964, ocupând pe toată această perioadă și postul de director al Institutului Medico-Legal din Iași. După 1964 a activat ca profesor-consultant.
Experiența sa medico-legală a fost apreciată pe plan național, participând la elucidarea a numeroase cazuri de crime și morți suspecte, dar și internațional, făcând parte din comisia germană constituită din experți internaționali pentru elucidarea masacrului de la Katyń. A fost pionierul utilizării în România, începând cu anul 1928, a noilor metode imuno-ereditare în analiza filiației. A fost membru al Societății de Medicină Legală din Franța și Germania și membru emerit al Academiei Internaționale de Medicină Legală și Socială.

## Cărți publicate
- Tehnica autopsiei medico-legale, 1926
- Curs de medicină legală, 1932
- Manual de medicină legală, 1937
- Curs de medicină legală și deontologie, 1949
- Manual de medicină judiciară, 1958